# Racing Engineering
Racing Engineering is een Spaans GP2-team, opgericht in 1999 door de huidige eigenaar Alfonso de Orleáns y Borbon.

## Spaanse Formule 3-kampioenschap
Sinds de oprichting in 2001 van de competitie beheerst Racing Engineering deze klasse. Ze werden in 2001, 2003 en 2004 rijderskampioen en in 2001 t/m 2006 teamkampioen.

## GP2
In de GP2 waren ze minder succesvol dan in de Formule 3: ze behaalden hier in hun eerste seizoen (2005) maar één podiumplaats en eindigden dat seizoen als elfde. Het seizoen van 2006 verliep al beter, want met Adam Carrol en Javier Villa wisten ze zevende te worden. In 2007 hadden ze Javier Villa en Sérgio Jimenez als coureur en behaalden ze geregeld het podium. Villa won vijf races, hij eindigde als vijfde in het kampioenschap. Jimenez werd naar vijf races ontslagen wegens gebrek aan resultaten. Marcos Martinez mocht het seizoen afmaken, hij behaalde maar vijf punten en werd tweeëntwintigste.
Voor het seizoen 2008 zat de, misschien voor de GP2 oude maar wel zeer ervaren coureur Giorgio Pantano achter het stuur. Door slim en berekend te rijden wist hij met maar twee overwinningen en geen verdere podiumplekken kampioen te worden. Javier Villa, van wie eigenlijk het meeste was verwacht, werd hierin teleurstellend zeventiende.